# Peridea agenjoi
Peridea agenjoi är en fjärilsart som beskrevs av Karl Schawerda 1938. Peridea agenjoi ingår i släktet Peridea och familjen tandspinnare. Inga underarter finns listade i Catalogue of Life.